# TVP Historia
TVP Historia est une chaîne de télévision thématique polonaise appartenant au groupe public Telewizja Polska (TVP). Lancée le 3 mai 2007, elle diffuse documentaires, débats, magazines, séries et films en rapport avec l'histoire. 
Sa grille des programmes est basée sur les archives de la télévision polonaise, sur des coopérations avec des chaînes de télévision étrangères et sur des productions réalisées dans les studios de la TVP. La chaîne est diffusée en grande partie en polonais, mais intègre également des émissions en version originale sous-titrée.
Initialement diffusée à raison de huit heures par jour (de 15 h 23 min 0 s), elle émet aujourd'hui de 8 heures du matin à minuit. Parmi les programmes phares de la chaîne figurent notamment « Bitwy, konflikty, wojny », un programme consacré à la stratégie militaire et aux conflits dans l'histoire, « Siła Bezsilnych », une série consacrée à la résistance anticommuniste, « U źródeł cywilizacji », une émission sur les racines culturelles de la Pologne, « Leksykon PRL », un programme consacré à l'histoire de la république populaire de Pologne ou encore « Notacje », une émission traitant des grands événements de l'époque contemporaine.
TVP Historia est disponible en Pologne et en Europe via le satellite Astra (19,2° est).